# Chiến tranh Balkan lần thứ nhất
Chiến tranh Balkan lần thứ nhất (8 tháng 10 năm 1912 – 30 tháng 3 năm 1913) là cuộc chiến giữa Liên minh Balkan (bao gồm Serbia, Hy Lạp, Montenegro và Bulgaria) và Đế quốc Ottoman. Liên quân các nước vùng Balkan vượt trội so với quân đội Ottoman vốn thua thiệt về quân số cũng như chiến lược, do đó đã giành chiến thắng nhanh chóng.
Chiến thắng của Liên minh Balkan đã đánh dấu kết thúc cho năm thế kỷ thống trị của Đế quốc Ottoman ở bán đảo Balkan. Ottoman mất tất cả những lãnh thổ của họ ở châu Âu, trừ dải đất nhỏ ven bờ bắc biển Marmara và Constantinople. Phần lớn Tharce và Đông Macedonia sáp nhập vào lãnh thổ của Bulgaria. Serbia chinh phục Kosovo, các khu vực tây bắc của Macedonia. Hy Lạp chiếm Eripus, các đảo trong biển Aegean và tây nam Macedonia ở Thessaloniki và sau Hiệp ước London được ký kết đã dẫn tới việc thành lập một nhà nước Albania độc lập. Tuy nhiên, những tranh chấp về việc phân chia vùng Macedonia đã dẫn tới sự rạn nứt trong hàng ngũ phe liên minh, và cuộc chiến tranh Balkan lần thứ hai đã bùng nổ chỉ sau đó vài tháng.

## Nguyên nhân cuộc chiến
Theo cuộc khảo sát Carnegie, những nguyên nhân chủ yếu dẫn đến việc bùng nổ cuộc chiến tranh Balkan lần thứ nhất là:
- Sự suy sụp cả về chính trị lẫn quân sự của Đế quốc Ottoman.
- Việc người Cơ Đốc Giáo bị đàn áp ở các lãnh thổ châu Âu của Đế quốc Ottoman.
- Sự thất bại trong cuộc đấu tranh giành độc lập của nhân dân Macedonia và Adrianople.
- Mâu thuẫn giữa các cường quốc châu Âu đã không cho phép tiến hành cải cách thể chế ở cả hai khu vực.
- Liên minh giữa các nước Cơ Đốc Giáo vùng Balkan nhằm tiến tới một quốc gia thống nhất và mở rộng lãnh thổ sang các khu vực mà Đế quốc Ottoman đang chiếm đóng.

Hiệp ước Berlin ký kết ngày 1 tháng 7 năm 1878, đã khôi phục lại nhà nước Bulgaria và nền độc lập cho Serbia và Montenegro, hai vùng rộng lớn thuộc Đế quốc Ottoman. Những vùng đất này nhanh chóng trở thành mục tiêu tranh giành giữa các quốc gia vùng Balkan với nhau. Điều 23 và 62 của Hiệp ước quy định Đế quốc Ottoman phải đối xử bình đẳng với các công dân của mình ở châu Âu, cho dù họ là người thuộc kỳ một tôn giáo nào đi chăng nữa. Tuy nhiên, những yêu cầu này đã không được Đế quốc Ottoman thực hiện. Dưới chế độ độc tài của Sultan Abdul Hamid II, hiến pháp năm 1878 bị bãi bỏ và chỉ chịu nhượng bộ cho những dân tộc không phải người Thổ một số quyền lợi về giáo dục và tôn giáo.

## Nguyên nhân Đế quốc Ottoman thất bại
Nguyên nhân chính dẫn tới sự thất bại của Đế quốc Ottoman vào mùa thu năm 1912 là quyết định phản ứng lại sự tuyên chiến của Liên minh Balkan vào ngày 15/10/1912 bằng cách tuyên bố chiến tranh khi mà lệnh tổng động viên đưa ra vào ngày 1/10/1912 mới chỉ được hoàn thành một phần. KHi tuyên chiến, có khoảng 580,000 lính Ottoman đối mặt với 912,000 lính từ Liên minh Balkan. Đường đi xấu cùng hệ thống đường ray thưa thớt đã khiến lệnh tổng động viên bị chậm tiến độ. Bên cạnh đó, các chỉ huy mới chỉ được bổ nhiệm vào ngày 1/10/1912 và chưa quen với đơn vị của họ. Theo nhà sử học người Thổ Nhĩ Kì Handan Nezir Akmeșe thì khi Liên minh Balkan gửi tối hậu thư tháng 10 năm 1912, phía Đế quốc dã có thể kéo dài thời gian hoàn thành lệnh tổng động viên thông qua con đường ngoại giao thay vì tuyên chiến ngay lập tức.
Bộ trưởng Chiến tranh Nazim Pasha và bộ trưởng Hải quân Mahmund Muhtar Pasha đã vẽ ra một bức tranh quá lạc quan về sự sẵn sàng cho chiến tranh của Đế quốc Ottoman với Nội các tháng 10 năm 1912 và khuyên rằng lực lượng người Thổ nên bắt đầu tấn công ngay khi tình trạng chiến tranh bùng phát. Ngược lại, nhiều chỉ huy quân đội chủ trương phòng thủ khi chiến tranh bắt đầu, cho rằng lệnh tổng động viên chưa hoàn chỉnh cùng với các vấn đề hậu cần nghiêm trọng sẽ khiến việc tấn công là bất khả thi. Một vài lí do khác cho sự thất bại của người Thổ:
1.Dưới chế độ cai trị tàn bạo và sự hoang tưởng của Sultan Abdulhamid II, quân đội Ottoman bị cấm tiến hành các hành động tập trận hay diễn tập bởi lo sợ rằng đây có thể là vỏ bọc của một cuộc đảo chính (Coup d'état). Bốn năm sau sự kiện Cách mạng Young Turk năm 1908, không có đủ thời gian để quân đội Ottoman học cách tiến hành các cuộc diễn tập quy mô lớn. Các cuộc tập trận năm 1909 và 1910 đã cho thấy các sĩ quan người Thổ không thể di chuyển một cách có hiệu quả các lực lượng lớn như sư đoàn hay quân đoàn, một khuyết điểm mà tướng Baron Colmar von der Goltz đã phát biểu rằng cần ít nhất 5 năm luyện tập để giải quyết sau khi theo dõi cuộc tập trận năm 1909.
2.Quân đội Ottoman bị chia thành hai phần: lực lượng Nizamiye là những người bị bắt đi lính trong 5 năm và lực lượng Redif là những người lính dự bị đã phục vụ 7 năm.Việc huấn luyện của Redif đã bị bỏ dở trong hàng thập kỉ và 50,000 lính Redif tại Balkan năm 1912 đã được huấn luyện hoàn toàn thô sơ. Một sĩ quan người Đức phục vụ quân đội Ottoman, thiếu tá Otto von Lossow đã phàn nàn rằng một vài người trong lực lượng Redif không biết điều khiển hoặc bắn súng trường.

## Nguồn

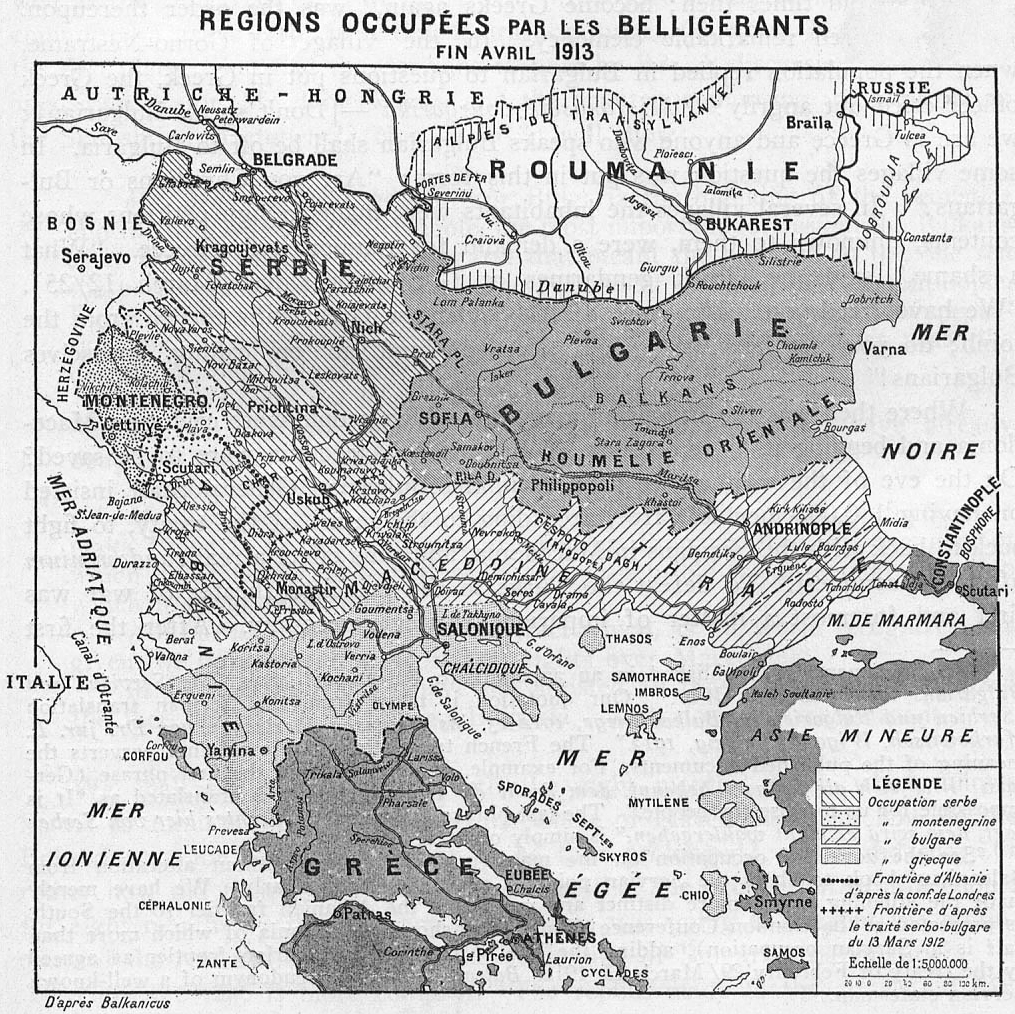
Các vùng lãnh thổ chiếm được của các nhà nước Balkan cũng như đường mở rộng lãnh thổ kéo dài theo thỏa ước bí mật mà Bulgari đã ký với Serbia trước chiến tranh.
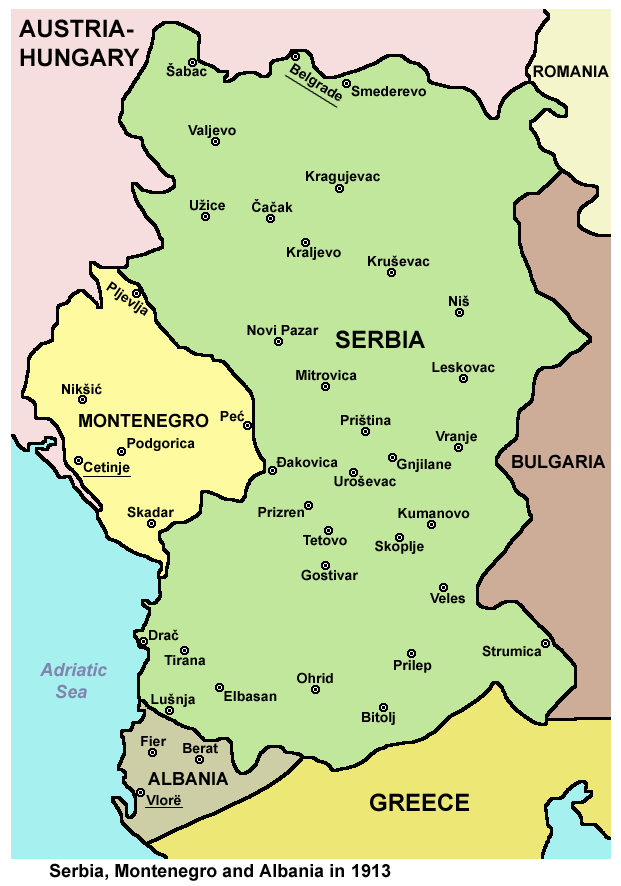
Bản đồ những vùng do Serbia và Montenegro chiếm đóng trên thực tế cùng với lãnh thổ Albania sau cuộc chiến.
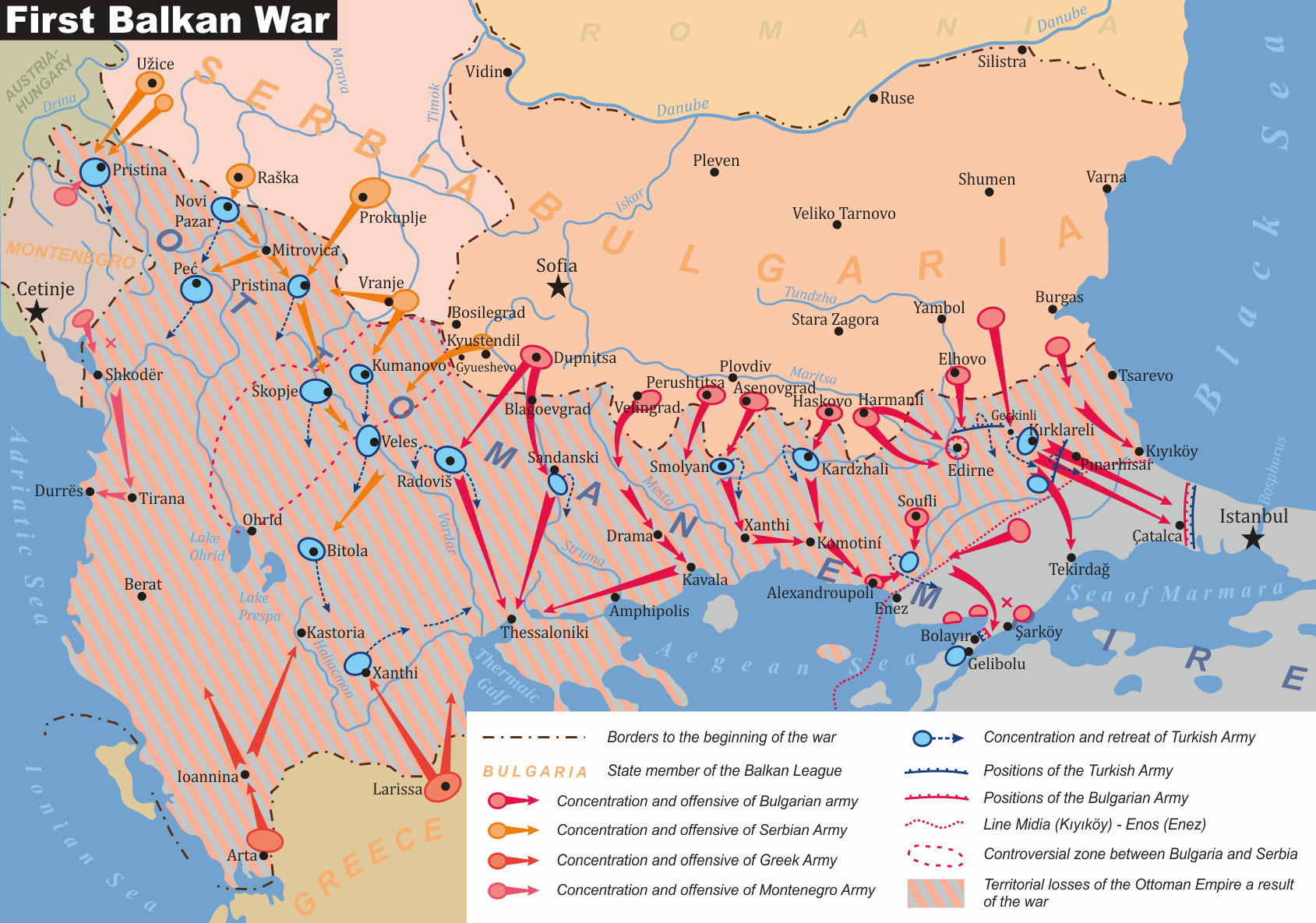
Lược đồ về chiến tranh Balkan lần thứ nhất.
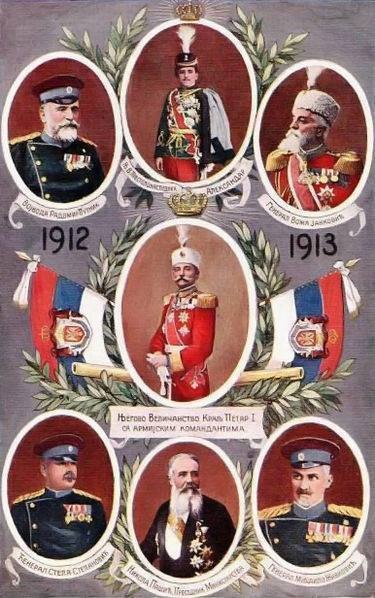
Một trong những tờ bưu thiếp của Serbia về chiến tranh Balkan lần thứ nhất
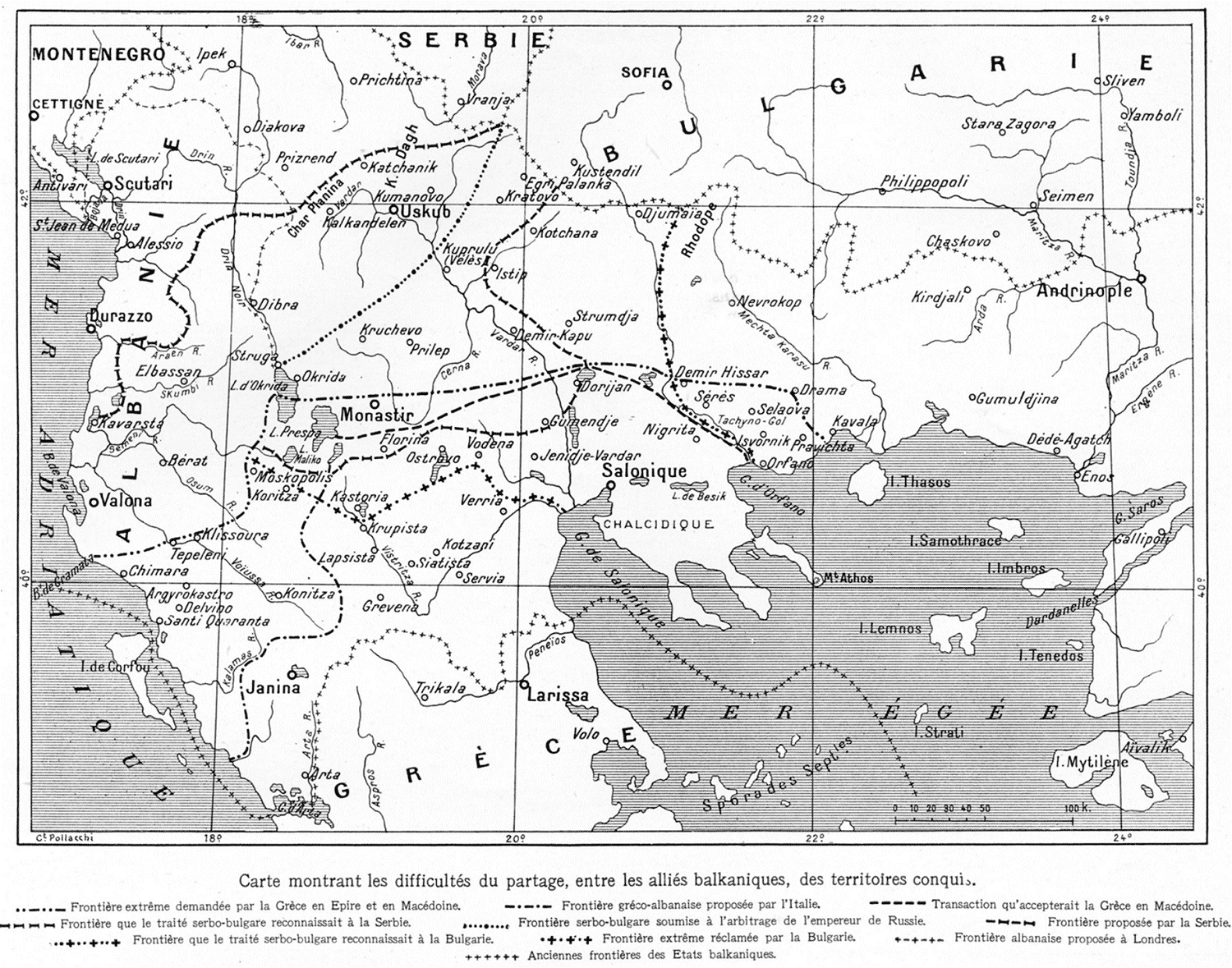
Các yêu sách lãnh thổ của các nước thắng trận sau Chiến tranh Balkan lần 1